# Нова-Америка-да-Колина
Нова-Америка-да-Колина (порт. Nova América da Colina)  —  муниципалитет в Бразилии, входит в штат Парана. Составная часть мезорегиона Север Пиунейру-Паранаэнси. Входит в экономико-статистический  микрорегион Корнелиу-Прокопиу. Население составляет 3201 человек на 2006 год. Занимает площадь 129,476 км². Плотность населения — 24,7 чел./км².
Праздник города — 25 июля.

## История
Город основан в 1960 году.

## Статистика
- Валовой внутренний продукт на 2003 год составляет 24 957 705,00 реалов (данные: Бразильский институт географии и статистики).
- Валовой внутренний продукт на душу населения на 2003 год составляет 7390,50 реалов (данные: Бразильский институт географии и статистики).
- Индекс развития человеческого потенциала на 2000 год составляет 0,716 (данные: Программа развития ООН).

## География
Климат местности: субтропический. В соответствии с классификацией Кёппена, климат относится к категории Cfb.